# Мукхопадхай, Бхудев
Бхудев Мукхопадхай (*ভূদেব মুখোপাধ্যায়, 20 февраля 1825 — 15 мая 1894) — бенгальский писатель и педагог времен Британской Индии.

## Биография
Происходил из бенгальской семьи среднего достатка. Его отец, Вишванат Мукхопадхай, сумел предоставить Бхудеву надлежащее образование. Сначала тот учился в Санскритской школе, потом поступил в Индуистский колледж в Калькутте, где подружился с видными в будущем поэтом Модхушудоном Дотто. Блестяще его закончил, зато решил начать свою карьеру в колледже в Чанданнагаре, куда был зачислен учителем в 1845 году. В 1848 году возвращается в Калькутту как преподаватель английского языка.
В дальнейшем в 1840-1860-х годах преподавал в ряде колледжей и школ Калькутты. С 1864 года начинает сотрудничать с газетами и журналами Бенгалии, сам пытается издавать журнал, посвященный вопросам образования. В том же году поступает на службу к английской администрации, где труд в Комиссии по образованию. В 1882 году избирается членом Законодательного собрания Бенгалии. В 1883 году подает в отставку. В дальнейшем занимается исключительно литературной деятельностью. Умер 15 мая 1894 года.

## Творчество
Был автором ряда исторических романов, посвящённых Бенгалии и Индии. Первый свой роман «Набабубиласа» написал в 1852 году на языке бенгали. В дальнейшем свои романы печатал в еженедельнике «Образовательный вестник Чучура».
Кроме того, писал многочисленные статьи, посвященные вопросам семьи, социальным проблемам, индийским обычаям и традициям. Писал свои статьи также на языках хинди и бихаре.

## Работы
- Paribarik Prabandha (1882) - эссе
- Samajik Prabandha (1892) - эссе
- Achar Prabandha (1895) - эссе
- Prakrtik Bijnan (in two parts, 1858 & 1859) - книга
- Purabrttasar (1858) - книга
- Englander Itihas (1862) - книга
- Romer Itihas (1862) - книга
- Banglar Itihas (3rd Part, 1904) - книга
- Ksetratattva (1862) - книга
- Puspanjali (1st part, 1876) - книга
- Anguriya Binimoy (1857) - роман
- Aitihasik Upanyas (1857) - исторический роман
- Svapnalabdha Bharatbarser Itihas (1895) - роман